# Late for the Sky
| 전문가 평가                                | 전문가 평가 |
| 평가 점수                                  | 평가 점수   |
| 출처                                       | 점수        |
| ------------------------------------------ | ----------- |
| AllMusic                                   | [ 1 ]       |
| Christgau's Record Guide                   | B−          |
| The Encyclopedia of Popular Music          | [ 3 ]       |
| Tom Hull                                   | B           |
| MusicHound Rock: The Essential Album Guide | 4/5         |
| The Rolling Stone Album Guide              | [ 6 ]       |

《Late for the Sky》는 1974년 9월 13일, 어사일럼 레코드에 의해 발매된 미국의 싱어송라이터 잭슨 브라운의 세 번째 스튜디오 음반이다. 빌보드 200 차트에서 14위로 정점을 찍었다.
2020년, 이 음반은 미국 의회도서관에 의해 "문화적으로, 역사적으로, 또는 미적으로 중요한" 것으로 여겨졌고 내셔널 레코딩 레지스트리에 보존되기 위해 선정되었다.

## 배경
브라운은 그의 세 번째 음반을 위한 곡들을 쓰기 시작했던 어린 시절 집인 애비 샌 엔치노에 여전히 살고 있었다. 그의 이전 음반을 녹음하는 높은 비용 때문에 어사일럼 레코드의 설립자인 데이비드 게펀은 그가 다음 음반을 더 빠르고 더 적은 비용으로 완성할 것을 요구했다. 브라운은 데이비드 린들리, 더그 헤이우드, 자이 윈딩, 그리고 래리 잭으로 이루어진 그의 투어 밴드를 사용하기로 결정했다. 《For Everyman》의 엔지니어인 알 슈미트가 음반이 제때 완성되는 것을 돕기 위해 공동 프로듀싱을 하기로 결정되었다. 그 음반은 《For Everyman》의 6주와 절반의 비용 (5만 달러)으로 완성되었다. 댄 포글버그, 돈 헨리, 그리고 J. D. 사우더를 포함하여 브라운의 수많은 친구들이 하모니 보컬을 기여했다. 그 음반에는 단지 8곡만 있었고, 그 중 5곡은 5분보다 길었다.
타이틀곡은 1976년 마틴 스코세이지의 영화 《택시 드라이버》에서 사용되었다. 〈Fountain of Sorrow〉는 그녀의 1975년 음반 《Diamonds & Rust》에서 존 바에즈에 의해 커버되었고, 〈Before the Deluge〉는 그녀의 1979년 음반 《Honest Lullaby》에서 존 바에즈에 의해 커버되었고, 바에즈와 브라운은 그녀의 1989년 PBS 콘서트 스페셜에서 그 노래를 함께 공연했다. 〈Walking Slow〉와 〈Fountain of Sorrow〉는 싱글로 발매되었지만 둘 다 차트에 오르지 못했다.
브라운을 로큰롤 명예의 전당에 입성시키는 연설에서 브루스 스프링스틴은 《Late for the Sky》라고 불렀다. 브라운의 "명작"이며 〈The Late Show〉의 마지막 부분에서 자동차 문이 쾅쾅 닫히는 것을 언급했다.
2003년, 이 음반은 《롤링 스톤》의 역사상 가장 위대한 음반 500장 목록에서 372위에 올랐으며, 이는 브라운의 가장 높은 순위이다. 2012년 업데이트에서는 377위를 기록했다.
이 음반은 1974년 골드 음반, 1989년 플래티넘 음반 인증을 미국 음반 산업 협회로부터 받았다.

## 커버 아트
브라운은 《Late for the Sky》의 커버 아트가 벨기에의 초현실주의자 르네 마그리트의 1954년 그림 《빛의 제국》에서 영감을 받았다고 공개적으로 인정했다. 음반 자체는 "만약 모두 마그리트와 다시 만난다면 커버 컨셉 잭슨 브라운"이라는 크레딧을 포함하고 있다. 원본 사진은 캘리포니아 하이랜드 파크에 있는 브라운의 어린 시절 집인 샌 엔치노 수도원에서 남서쪽으로 약 10마일 떨어진 윈저 광장의 웨스트 2번가 바로 남쪽 사우스 루체른 애비뉴에서 촬영되었다. 디자이너이자 전면 커버 사진작가인 밥 세이데만은 "1980년에 잭슨과 이야기를 나눴는데 그는 그것이 그가 가장 좋아하는 커버라고 생각한다고 말했다. 재킷이 너무 재미있어 보이지 않도록, 편안한 잭슨이 거의 웃으며 놀라움을 나눌 수 있는 것처럼 보이는 기분을 가라앉히는 사진이 뒷면 커버의 작은 사각형을 차지하고 있습니다."라고 말했다.

## 곡 목록
모든 곡들은 잭슨 브라운에 의해 작사/작곡하였다.
| #  | 제목                   | 재생 시간 |
| -- | ---------------------- | --------- |
| 1. | 〈Late for the Sky〉   | 5:36      |
| 2. | 〈Fountain of Sorrow〉 | 6:42      |
| 3. | 〈Farther On〉         | 5:17      |
| 4. | 〈The Late Show〉      | 5:09      |

| #  | 제목                     | 재생 시간 |
| -- | ------------------------ | --------- |
| 1. | 〈The Road and the Sky〉 | 3:04      |
| 2. | 〈For a Dancer〉         | 4:42      |
| 3. | 〈Walking Slow〉         | 3:50      |
| 4. | 〈Before the Deluge〉    | 6:18      |